# Comté de Shelby (Missouri)
Pour les articles homonymes, voir Comté de Shelby.
Le comté de Shelby (en anglais : Shelby County) est un comté des États-Unis, situé dans l'État du Missouri. Le siège du comté se situe à Shelbyville. Le comté date de 1835 et il fut nommé en hommage au gouverneur du Kentucky Isaac Shelby.  Au recensement de 2000, la population était constituée de 6 799 individus.

## Géographie
Selon le bureau du recensement des États-Unis, le comté a une superficie totale de 1 301 km² dont 4 km² en surfaces aquatiques. 

### Comtés voisins
- Comté de Knox (Missouri)  (nord)
- Comté de Lewis (Missouri)  (nord-est)
- Comté de Marion (Missouri)  (est)
- Comté de Monroe (Missouri)  (sud)
- Comté de Macon (Missouri)  (ouest)

### Routes principales
- U.S. Route 36
- Missouri Route 15
- Missouri Route 151
- Missouri Route 168

## Démographie
Selon le recensement de 2000, sur les 6 799 habitants, on retrouvait 2 745 ménages et 1 841 familles dans le comté. La densité de population était de 5 habitants par km² et la densité d’habitations (3 245 au total)  était de 2 habitations par km². La population était composée de 97,87 % de blancs, de 0,97 % d’afro-américains, de 0,28 % d’amérindiens et de 0,1 % d’asiatiques.
30,60 % des ménages avaient des enfants de moins de 18 ans, 56,9 % étaient des couples mariés. 25,4 % de la population avait moins de 18 ans, 7,2 % entre 18 et 24 ans, 24,4 % entre 25 et 44 ans, 23,3 % entre 45 et 64 ans et 19,7 % au-dessus de 65 ans. L’âge moyen était de 40 ans. La proportion de femmes était de 100 pour 91,6 hommes.
Le revenu moyen d’un ménage était de 29 448 dollars.

## Villes et cités
| - Bethel - Clarence - Emden | - Hunnewell - Lentner - Leonard | - Shelbina - Shelbyville |  |